# Bryan County, Georgia
Bryan County är ett administrativt område i delstaten Georgia, USA. År 2010 hade countyt 30 233 invånare. Den administrativa huvudorten (county seat) är Pembroke.
En del av Fort Stewart är belägen i countyt.

## Geografi
Enligt United States Census Bureau har countyt en total area på 1 177 km². 1 144 km² av den arean är land och 33 km² är vatten.

### Angränsande countyn
- Effingham County - nord
- Chatham County - nordost
- Liberty County - syd
- Evans County - väst
- Bulloch County - nordväst